# NGC 1637
NGC 1637 je galaksija u zviježđu Eridanu.

## Vanjske poveznice
- SEDS: NGC 1637